# Жълтокоремна ветрилоопашка
Жълтокоремните ветрилоопашки (Chelidorhynx hypoxanthus) са вид дребни птици от семейство Stenostiridae, единствен представител на род Chelidorhynx.
Разпространени са в гористи местности в планинските области на Южна и Югоизточна Азия, където извършват сезонни миграции между области с различна надморска височина. Достигат на дължина около 8 сантиметра и имат жълт корем, черна ивица при очите и широка черна опашка с бял ръб.